# Synchlora delicatula
Synchlora delicatula là một loài bướm đêm trong họ Geometridae.